# 1-я Северная линия
Пе́рвая Се́верная ли́ния — улица на севере Москвы в районе Северный Северо-Восточного административного округа справа от Дмитровского шоссе в бывшем посёлке Северный.

## История
Посёлок при Северной водопроводной станции, снабжающей водой северную часть Москвы и город Зеленоград и получивший название Северный, возник в 1952 году. Посёлок вошёл в Москву в 1991 году. 1-я — 9-я Северные линии образовались при постройке посёлка Северный, по которому и получили название. В 1952—1985 годы назывались 1-я — 9-я линии посёлка Северный, в 1985—1994 годы — 1-я — 9-я линии Северной водопроводной станции.

## Расположение
1-я Северная линия опоясывает бывший посёлок Северный с севера и востока. Начинается от 5-й Северной линии, проходит на восток, пересекает 3-ю и 2-ю, поворачивает на юг, где на неё вновь выходит 2-я Северная линия, заканчивается у здания городской больницы № 43.

## Учреждения и организации
- Строение 22 — Московская восточная таможня, Лосиноостровский таможенный пост;
- Дом 1 — Северная станция водоподготовки;
- Дом 3 — Центр социального обслуживания района Северный;
- Дом 27 — городская больница № 43.